# Parti du regroupement africain – Sénégal
Le Parti du regroupement africain-Sénégal (PRA) est un ancien parti politique sénégalais.

## Histoire
Il est créé en septembre 1958, à la suite d'une scission au sein de l'Union progressiste sénégalaise (UPS).
Le PRA-Sénégal adhère au Parti du regroupement africain (PRA).
En 1964 le PRA-Sénégal éclate. Une fraction minoritaire forme le Parti du regroupement africain-Rénovation qui fusionne rapidement avec l'UPS.
En 1966 le PRA-Sénégal rejoint à son tour l'UPS.